# FK Berane
Fudbalski klub Berane (Фудбалски Клуб Беране) – czarnogórski klub piłkarski z siedzibą w Berane. Został utworzony w 1920 roku. Obecnie występuje w Drugiej lidze Czarnogóry.

## Historia
- 1920 - został założony jako FK Berane.
- 1945 - zmienił nazwę na FK Ika Ivangrad.
- 1949 - zmienił nazwę na FK Radnički Ivangrad.
- 1962 - zmienił nazwę na FK Ivangrad.
- 1992 - zmienił nazwę na FK Berane.

## Stadion
Klub rozgrywa swoje mecze domowe na stadionie Gradski Stadion w Berane, który może pomieścić 10.000 widzów.

## Sezony
| Sezon                          | Liga                                                    | Poziom | Miejsce  |
| Federalna Republika Jugosławii |                                                         |        |          |
| 1999/00                        | Druga liga SR Јugoslavije – Grupa Zapad (Zachód)        | II     | 18       |
| 2000/01                        | Druga liga SR Јugoslavije – Grupa Jug (Południe)        | II     | 12       |
| 2001/02                        | Crnogorska liga                                         | III    | 4        |
| 2002/03                        | Crnogorska liga                                         | III    | 4        |
| Serbia i Czarnogóra            |                                                         |        |          |
| 2003/04                        | Crnogorska liga                                         | III    | 12       |
| 2004/05                        | Treća crnogorska liga – Severna regija (grupa północna) | IV     | 1        |
| 2005/06                        | Druga crnogorska liga                                   | III    | 1 (2x) * |
| Czarnogóra                     |                                                         |        |          |
| 2006/07                        | Prva liga                                               | I      | 12       |
| 2007/08                        | Druga liga                                              | II     | 4        |
| 2008/09                        | Druga liga                                              | II     | 1        |
| 2009/10                        | Prva liga                                               | I      | 11       |
| 2010/11                        | Druga liga                                              | II     | 3        |
| 2011/12                        | Prva liga                                               | I      | 11       |
| 2012/13                        | Druga liga                                              | II     | 7        |
| 2013/14                        | Druga liga                                              | II     | 2        |
| 2014/15                        | Prva liga                                               | I      | 12       |
| 2015/16                        | Druga liga                                              | II     | 5        |
| 2016/17                        | Druga liga                                              | II     | 6        |
| 2017/18                        | Druga liga                                              | II     | 6        |
| 2018/19                        | Druga liga                                              | II     | 10       |
| 2019/20                        | Treća liga – Severna regija (grupa północna)            | III    | 1        |
| 2020/21                        | Druga liga                                              | II     | ?        |

 * W wyniku przeprowadzonego 21 maja 2006 referendum niepodległościowego zadeklarowano  zerwanie dotychczas istniejącej federacji Czarnogóry z Serbią (Serbia i Czarnogóra). W związku z tym po sezonie 2005/06  wszystkie czarnogórskie zespoły wystąpiły z lig Serbii i Czarnogóry, a od nowego sezonu 2006/07 FK Berane przystąpił do rozgrywek Prvej crnogorskiej ligi.

## Sukcesy
- mistrzostwo Drugiej crnogorskiej ligi (1): 2009 (awans do Prvej crnogorskiej ligi).
- wicemistrzostwo Drugiej crnogorskiej ligi (1): 2014 (awans do Prvej crnogorskiej ligi, po wygranych barażach).
- 3. miejsce Drugiej crnogorskiej ligi: 2011 (awans do Prvej crnogorskiej ligi, po wygranych barażach).
- mistrzostwo Crnogorskiej ligi (1): 1983 (awans do Drugiej ligi SFR Јugoslavije).
- mistrzostwo Crnogorskiej ligi (1): 1997 (awans do Drugiej ligi SR Јugoslavije).
- mistrzostwo Drugiej crnogorskiej ligi (III liga) (1): 2006 (awans do Prvej crnogorskiej ligi).
- mistrzostwo Trećej crnogorskiej ligi (1): 2020 (awans do Drugiej crnogorskiej ligi).
- mistrzostwo Trećej crnogorskiej ligi (IV liga) (1): 2005 (awans do Drugiej crnogorskiej ligi (III liga)).